# Cinéma macédonien
Le cinéma macédonien hérite d'une longue histoire qui commence en 1905. Cependant, le cinéma macédonien ne commence à devenir important qu'après la fin de la Seconde Guerre mondiale et la proclamation de la République socialiste de Macédoine. Il suit alors la vague idéologique yougoslave, avant de se diversifier pendant les années 1980. Depuis 1994, le pays est représenté à l'étranger par Milcho Manchevski, qui a reçu un Lion d'or à la Mostra de Venise pour son film Before the Rain.

## Histoire

### Prémices

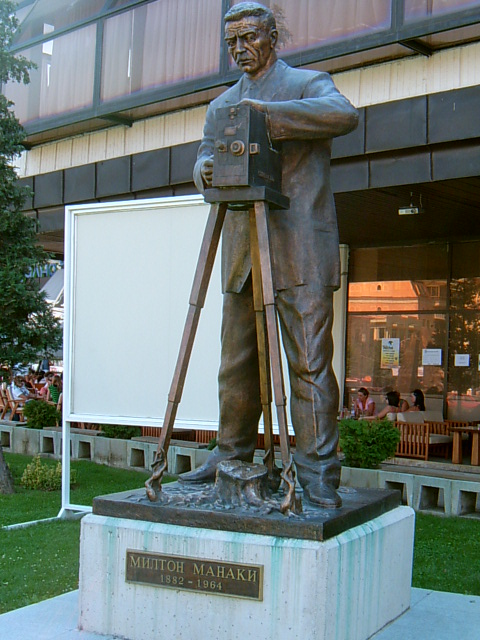
Statue de Milton Manaki à Bitola

La production de films en Macédoine du Nord a commencé en 1905 avec le travail des frères Manákis, qui organisent notamment la première projection des Balkans à Bitola. Les deux photographes filment surtout des petits documentaires, centrés sur les traditions, la vie quotidienne, et des événements comme la visite en Macédoine du Sultan Mehmet V en 1911. Il faut attendre 1923 pour que les frères Manákis réalisent un film important, Macédoine. Ensuite, c'est l'Institut d'hygiène de Skopje qui réalise et produit ses propres documentaires à partir de 1931. Pendant les années 1920, plusieurs cinémas ouvrent dans les grandes villes du pays. Skopje est la première à avoir une vraie salle de cinéma, l'Apollo, en 1925.

### Cinéma yougoslave
L'instauration du régime socialiste en 1944 permet à la Macédoine du Nord une certaine expansion économique. Les moyens de réalisation et de production restent toutefois limités et les films macédoniens sont rares et écrasés par les productions d'autres républiques yougoslaves plus riches et plus peuplées. Ce sont des documentaires consacrés à la Libération et à la mise en place du communisme qui dominent.
En 1952, les studios Vardar Film, fondés en 1947, produisent le premier long-métrage macédonien de fiction. Frosina raconte la vie d'une femme dont le mari a émigré. Ensuite, Vardar Film produit environ un film tous les deux ou trois ans. Sorti en 1958, Miss Stone est le premier film macédonien en couleurs. Il raconte une histoire vraie, la prise en otage d'une missionnaire protestante américaine en 1901 par le VMRO. Le film est primé en Yougoslavie, à Édimbourg et à New Delhi.
Pendant les années 1960 et 1970, Vardar Film produit plusieurs longs-métrages, essentiellement tournés vers l'histoire du pays et la construction de la nation, comme Les assassins de Thessalonique (1961), Le Mariage de sang macédonien (1967), La République en flammes (1969), ou encore La Graine noire (1971), qui raconte l'histoire de Macédoniens communistes qui prennent part à la Guerre civile grecque. Cette guerre est un grand thème de prédilection, tout comme les révoltes anti-ottomanes et les Partisans communistes.
L'Association des professionnels du cinéma de Macédoine fonde en 1979 le Festival international du film des frères Manaki, qui, depuis, se tient tous les ans à Bitola. Il a la particularité de récompenser les directeurs de la photographie.

### Renouveau
Dans les années 1980, le cinéma macédonien retrouve une certaine fraîcheur grâce à Stole Popov, qui réalise notamment Bonne Année 49 et dont les films s'intéressent à des drames individuels et aux dilemmes de la vie moderne. Ensuite, Milcho Manchevski, avec son film Before the Rain sorti en 1994, apporte la reconnaissance international au cinéma de son pays. Le film est primé de nombreuses fois, il est nommé aux Oscars et reçoit un Lion d'Or lors de la Mostra de Venise. Ce film, axé sur les troubles ethniques que connaît alors la Macédoine, fait écho à la Guerre de Bosnie, qui atteint alors son sommet de violence.
À la suite de Before the Rain, plusieurs films macédoniens des années 1990 et 2000 obtiennent une audience internationale. C'est le cas de Dust, également de Milcho Manchevski et en partie tourné à New York, ou encore de Mirage, et Le Livre secret, en partie produit par des Français. Le film italo-macédonien Bal-Can-Can est à ce jour, avec 500 000 entrées, le plus gros succès en Macédoine du Nord. Les grandes eaux, Comment j'ai tué un saint et Je suis de Titov Veles renouent avec des scénarios politiquement engagés, le dernier montre par exemple en toile de fond la lutte des habitants de Vélès contre une usine polluante.

## Les principaux réalisateurs
- Vladimir Blaževski (1955-)
- Petar Gligorovski (1938-1995)
- Igor Ivanov Izi (1973-)
- Slavko Janevski (1920-2000) (scénariste)
- Tamara Kotevska (1993-)
- Milčo Mančevski (1959-)
- Dejan Milićević (photographe de mode ?)
- Darko Mitrevski (1971-)
- Dimitrie Osmanli (1927-2006)
- Stole Popov (1950-)
- Svetozar Ristovski (1972-)
- Goran Trenchovski (1970-)
- Apostol Trpeski (1948-)
- Kiril Tsenevski (1943-2019)
- Kiro Urdin (1945-)

## Les principaux acteurs
- Petar StojkoviḱFiliz Ahmet
- Igor Džambazov
- Ljupka Džundeva
- Vlado Jovanovski
- Ǵorǵi Kolozov
- Labina Mitevska
- Natasha Petrovic
- Petre Prličko
- Cenap Samet
- Petar Stojkoviḱ

## Films macédoniens célèbres
| - Miss Stone (1958) - Les Assassins de Thessalonique (1961) - Le Mariage de sang macédonien (1967) - La République en flammes (1969) - La Graine noire (1971) - Bonne Année 49 (1986) - Before the Rain (1994) | - Dust (2001) - Mirage (2004) - Comment j'ai tué un saint (2004) - Les Grandes eaux (2004) - Bal-Can-Can (2005) - Je suis de Titov Veles (2007) - Honeyland (2019) |

### Listes et catégories
- (en) Liste chronologique des films macédoniens